# Загуляев, Евгений Михайлович
Евгений Михайлович Загуляев (1864, Санкт-Петербург — 1889, Кикенеиз, Ялтинский уезд, Таврическая губерния) — русский писатель
.

## Биография
Родился 16 (28) июня 1864 года в семье публициста Михаила Андреевича Загуляева.
Учился в Санкт-Петербургской 6-й классической гимназии, по окончании которой в 1884 году поступил в Императорскую Военно-медицинскую академию.
Подавал большие надежды на литературном поприще, но 25 марта (6 апреля) 1889 года он умер от чахотки в Крыму, в местечке Кикенеиз. В некрологе газеты «Новое время» было указано, что он автор «нескольких драм, из которых некоторые шли с успехом на российских частных сценах», между тем как в печати известен лишь один его рассказ «Сестра Анна», опубликованный в газете «Северный Вестник» (1889. — № 6. — С. 47—60).